# The Scotts Miracle-Gro Company
The Scotts Miracle-Gro Company ist ein US-amerikanischer Hersteller und Vermarkter von Markenartikeln zur Garten- und Pflanzenpflege sowie verwandten Bereichen für die Zielgruppe private Endverbraucher. Dazu zählen bzw. zählten vor allem die Produktbereiche Dünger, Pflanzenschutzmittel und Biozide zur Schädlingsbekämpfung im Haushalt, aber auch Pflanzensubstrate, Rasensaatgut und Gartenvogelfutter.
Scotts ist in den USA (Marktanteil im Rasenpflegebereich über 50 %) marktführend und war dies auch in Deutschland (Marktanteil 2010 im Pflanzenschutzbereich 33 %), bevor das europäische und australische Geschäft 2017 an die in London ansässige Exponent Private Equity LLP verkauft wurde.
CEO von Scotts ist Jim Hagedorn.
Das an der NYSE börsennotierte Unternehmen ist hauptsächlich in Nordamerika tätig und arbeitet mit verschiedenen Vertriebspartnern zusammen. Für das Mittel Roundup des Markeninhabers Monsanto ist Scotts im Privatkundensektor exklusiver Marketing- und Vertriebspartner in den USA und den meisten Ländern Europas. In den USA bietet das Unternehmen mit dem Scotts LawnService von 160 Standorten aus die Vorort-Durchführung von Rasen- und Gehölzdüngung, Insektenbekämpfung und andere Dienstleistungen an und ist nach eigenen Angaben hierin ebenfalls Marktführer.
Rechtlicher Hauptsitz ist Marysville in Ohio. Die Deutschland-Tochter Scotts Celaflor GmbH hatte ihren Sitz in Mainz, dort ist das Nachfolgeunternehmen Evergreen Garden Care Deutschland GmbH weiterhin ansässig.

## Marken
In Nordamerika: Scotts, Miracle-Gro, Ortho, Roundup (Exklusivvertrieb für den Markeninhaber Monsanto), international außerdem Evergreen, Fertiligène, KB, Weedol, Pathclear. Zu den bekanntesten Dachmarken im deutschsprachigen Raum zählen darüber hinaus: Celaflor, Naturen, Substral und Nexa Lotte.

## Geschichte
Gegründet wurde das Unternehmen 1868 von dem in Ohio geborenen und 1870 nach Marysville gezogenen Sezessionskriegveteran Orlando McLean Scott als O.M. Scott & Sons. Er erwarb dort 1870 eine Eisenwarenhandlung mit einer Maschine zur mechanischen Reinigung von Getreidesaatgut. Zunächst lieferte er an die Farmer der US-Agrarindustrie. Seit 1870, verstärkt ab Einführung einer Versandhandelssparte Anfang des 20. Jahrhunderts, verkaufte Scotts auch Rasensamen an private Verbraucher. Die Söhne Dwight und Hubert waren um diese Zeit in das Unternehmen eingetreten. Allmählich spezialisierte Scotts sich auf das Geschäft rund um Rasensaatgut. Bereits 1921 belieferte Scotts ein Fünftel aller amerikanischen Golfplätze mit Grassamen. 1928 brachte Scotts mit Turf Builder den allerersten Rasen-Spezialdünger auf den Markt, 1957 mit Trionizer einen Drei-Nährstoff-Volldünger. Im selben Jahr startete man ein eigenes Werbemagazin, Lawn Care, das in den Jahren nach dem Zweiten Weltkrieg Millionen Abonnenten erreichte. Der Vertrieb wurde durch Wiederverkäufer verstärkt. Aufgrund der aus zunehmendem Wohlstands und Stadtflucht in den USA resultierenden Zunahme von Einfamilienhäusern mit Hausgärten und Zierrasen blühten die Geschäfte von Scotts. In dieser Zeit installierte das Unternehmen einen eigenen Forschungs- und Entwicklungscampus (das Dwight G. Scott Research Center). Diverse neuentwickelte Herbizide wurden vorgestellt, darunter das erste selektiv gegen breitblättrige Ungräser im Rasen wirkende. Außerdem das erste Saatgutstreugerät, die erste patentierte Wiesen-Rispengrassorte (Kentucky bluegrass, Poa pratensis) und vieles mehr. Das stark gewachsene Familienunternehmen erhielt nun eine andere rechtliche Struktur, unter Hereinnahme externer Teilhaber.
1971 wurde O.M. Scott & Sons von ITT unter Harold Geneen aufgekauft. Zur selben Zeit, als der umstrittene Konzern ITT mit dem US-Justizministerium über eine Antitrustklage verhandelte, legte Scott & Sons auf Richard Nixons kalifornischem Besitz in San Clemente kostenlos einen Golfplatz an. 1972 richtete Scotts als Innovation eine gebührenfreie Telefon-Servicehotline ein, die jährlich bis zu 400.000 Anrufe entgegennahm. Unter dem nachfolgenden ITT-CEO Tadd C. Seitz vervierfachte sich der Umsatz von Scotts durch Umstrukturierungen und strategische Übernahmen. Da Scotts im Konzern jedoch immer ein Fremdkörper geblieben war, verkaufte ITT 1986 sein Tochterunternehmen mittels eines leveraged-buyout für 211 Mio. Dollar an die CDS Holding Corp. zu 61 % in Besitz des Investmentbankers Clayton Dubilier. Die weiteren Anteile hielten vor allem ITT-Manager, denen Dubilier Kredit für den Herauskauf gegeben hatte. In den 1990ern, die Umweltbewegung war gewachsen, entwickelte Scotts, zum Teil in Zusammenarbeit mit der Sandoz Crop Protection Corporation, biologische Schädlingsbekämpfungsmittel. Durch Übernahme von Hyponex kamen Blumenerden, Bodenverbesserungsstoffe, Rindenmulch und andere Sortimente ins Produktportfolio. Nach dem Kauf von Republic Tool & Manufacturing 1992 konnte man eigene Streugeräte anbieten. Mit der Übernahme von Grace-Sierra Horticultural Products Co. 1993, woraus sich in der Folge der Profi-Geschäftsbereich von Scotts entwickelte, kam die Langzeitdünger-Marke Osmocote zu Scotts.
Im Jahr 1995 fusionierte Scotts mit dem, 1950 vom Marketingfachmann Horace Hagedorn und dem Gärtner Otto Stern gegründeten und zu einem der größten Hersteller und Vermarkter von flüssigen Spezial-Pflanzendüngern für Heimanwender in den USA gewachsenen, Unternehmen Miracle-Gro zur The Scotts Miracle-Gro Company, die nun weltweit Marktführer für Rasen- und Gartenpflege war.
Es folgte eine Phase starker internationaler Expansion durch Zukäufe: 1997 erweiterte Scotts Miracle-Gro sein Geschäftsgebiet durch Übernahme der britischen Firmen Miracle Garden Care Ltd. und Levington Horticulture Ltd. auf Europa. Weitere Übernahmen waren die Biodünger-Firma Earthgro und der Rasenpflege-Dienstleister Emerald Green Lawn Service, woraus Scotts Lawn Service entstand. 1998 übernahm Scott die Biotechnologie-Fima Sanford Scientific. Es folgte die Akquisition der in Kontinentaleuropa bis dahin führenden Gartenproduktesparte von Rhône-Poulenc mit den Marken KB, Fertiligene, Celaflor und Nexalotte, zusammen mit dem niederländisch-belgischen Dünger- und Pflanzenschutzmittelhändler ASEF für insgesamt 220 Millionen Dollar, womit die Marktführerschaft für Produkte des Privatgartenbereichs auch in Europa erreicht war. Zusätzlich erwarb Scotts die Marke Shamrock für britische und irische Torfprodukte.
Ab Mitte der 1990er Jahre stieg Scotts in die Gentechnik ein. Zusammen mit Monsanto entwickelte man ein genetisch verändertes Straußgras (Agrostis stolonifera, es wird vor allem in Samenmischungen für Golfplatzgrüns eingesetzt), das eine Behandlung mit dem Herbizid Roundup toleriert (Roundup Ready Creeping Bentgrass, RRCB). Es wäre das weltweit erste genetisch veränderte Rasengras, erhielt bislang jedoch nur eine Versuchszulassung. 2005/2006 kaufte Scotts seinen Hauptkonkurrenten auf diesem Gebiet, die von Bill Rose gegründeten Biotechnologie-Unternehmen Turf-Seed und Pure-Seed Testing, ein Pionier im Bereich der Rasenzucht und einer der führenden Züchter. Diese hatten ebenfalls durch genetische Verfahren (CMS, aufgrund Unfruchtbarkeit sicherer) und konventionelle Züchtung Roundup-tolerante Rasengräser (HybriGene, Aurora Gold3) entwickelt. Rose war einer der heftigsten Kritiker der Entwicklung von Scotts/Monsanto. Mit Monsanto schloss Scotts 1999 eine Vertriebs-Vereinbarung für die USA, Kanada, Großbritannien, Frankreich, Deutschland und Australien, exklusive Vermarktungsrechte im Endverbrauchermarkt an Monsantos Herbizidmarke Roundup, sowie den Kauf der Dachmarke Ortho und weiterer Geschäftsbereiche.
Bedingt durch das rasante Wachstum wurde 1998 ein neues Welt-Headquarters im nahen Columbus (Ohio) errichtet, Marysville wurde zur Nordamerika-Zentrale, die Europazentrale im französischen Lyon angesiedelt. Neben der Dünger-Produktionsstätte in Marysville verfügt Scotts nun über zahlreiche weitere Fertigungskapazitäten in den USA und Europa sowie weltweit Vertriebsniederlassungen.
In den Jahren 2005 bis 2008 verkaufte das Unternehmen in den USA Vogelfutter, das mit einem auch für Vögel hochgiftigen Pestizid behandelt wurde, obwohl spätestens 2007 Warnungen aus dem eigenen Unternehmen vorlagen. Scotts Miracle-Gro musste Strafen in Höhe von mehreren Millionen Dollar zahlen und verkaufte die Sparte 2014 an Global Harvest Foods Ltd.
Im Februar 2011 wurde der Geschäftszweig Scotts Professional mitsamt 90 Hektar Rasenversuchsflächen in vier Forschungszentren verschiedener Klimazonen, sowie den Produktionsstätten in Heerlen/Niederlande und Charleston (South Carolina)/USA und Marken wie Osmocote an die Israel Chemicals Ltd. (ICL, Mehrheitsgesellschafter ist die Israel Corporation) veräußert und firmiert seither als Everris.
Das europäische und australische Geschäft wurde 2017 an den in London ansässigen Finanzinvestor Exponent Private Equity LLP für 250 Millionen US-Dollar mit der Begründung verkauft, man wolle sich ganz auf den Heimatmarkt konzentrieren. Diese Sparte tritt nun in Europa unter der Firmierung Evergreen Garden auf (Stand 2020), im deutschsprachigen Raum unter anderem mit den Marken Nexa Lotte, Substral, Naturen und Roundup.